# Jan Willem de Jong (oriëntalist)
Jan Willem de Jong (Leiden, 15 februari 1921 - Canberra, 22 januari 2000) was een prominent Indiakundige, tibetoloog en boeddholoog.

## Loopbaan
De Jong begon in 1939 met de studie van de Tibetaans boeddhistische canon-talen aan de Leidse universiteit, met als hoofdvak Chinees en als bijvakken Japans en Sanskriet. Bij de sluiting van de universiteit vanwege de Duitse invasie in Nederland in 1940 was hij gedwongen de studie zelfstandig voort te zetten en na het eind van de oorlog slaagde hij voor het candidaatsexamen in 1945.
In 1946 reisde hij naar de Verenigde Staten en studeerde gedurende een jaar Sanskriet-teksten als visiting professor aan de Harvard Universiteit. Van 1947 tot 1950 studeerde hij Tibetaans aan de universiteit Sorbonne en het onderzoekscentrum Collège de France in Parijs. Hier ontmoette hij ook Gisèle Bacquès, met wie hij trouwde in 1949. In hetzelfde jaar ontving hij zijn doctorstitel van de Universiteit van Leiden voor zijn kritische vertaling van Prasannapadā van Candrakīrti. Ook begon hij met een studie Mongools.
Hij keerde terug naar Nederland in 1950 als senior-ondezoeksassistent aan de Rijksuniversiteit Leiden en van 1954 als academische medewerker aan het Sinologisch Instituut aldaar. In 1956 leidde hij de speciaal opgezette leerstoel Tibetaans en Boeddhistische Studies aan het Instituut Kern, het indologisch instituut van de universiteit. In 1957 richtte hij samen met collega Frans Kuijper het Indo-Iranian Journal op dat internationaal verspreid werd en grote waardering kreeg.
in 1965 vertrok hij naar Australië om professor in de indologie te worden aan de Australian National University in Canberra. Hier bleef hij tot aan zijn pensioen in 1986.
In 1978 werd De Jong gekozen als lid van de Koninklijke Nederlandse Akademie van Wetenschappen.

## Werk
De Jong werd onder andere bekend vanwege zijn scherpte in zijn verhandelingen en zijn grote aanleg om talen te leren. Hij beheerste het Nederlands, Frans, Engels, Duits, Deens, Russisch, Chinees, Japans, Sanskriet, Pali, Tibetaans en Mongools. Hij publiceerde meer dan 800 werken, waaronder 700 reviews.
Hij leverde belangrijke bijdragen op het gebied van Tibetaanse studie, waaronder onderzoek naar het leven van Milarepa door Tsangnyong Heruka Rüpägyäncän (Gtsang-smyon he-ru-ka rus-pa'i-rgyan-can) uit 1490. Hij bewerkte en vertaalde alle fragmenten van het verhaal van Ramayana uit de manuscripten van Dunhuang in het Tibetaans. Zijn werk over de filosofie van Madhyamaka uit de jaren '40 is een van de eerste die dit onderwerp tot in detail behandelt.
Zijn nalatenschap werd na zijn dood, in april 2000, gekocht door de Universiteit van Canterbury in Nieuw-Zeeland.